# Cmentarz przycerkiewny w Babicach
Cmentarz przycerkiewny w Babicach – nekropolia prawosławna, unicka i ponownie prawosławna przy dawnej cerkwi w Babicach.

## Historia i opis
Cerkiew prawosławna w Babicach pierwszy raz wzmiankowana jest w 1564, zaś ok. 1684 przeszła ona do Kościoła unickiego. W 1842 miejscowa parafia ponownie przyjęła prawosławie. Zmarłych grzebano przy świątyni od początku jej istnienia. Dopiero ok. 1825 zrezygnowano z pochówków przy cerkwi i wytyczono nową nekropolię poza zabudową wsi. W czasie wiosennych powodzi, intensywnych deszczów lub wylewów rzeki dojazd do cmentarza był jednak niemożliwy i niektórych zmarłych chowano na terenie cerkiewnym. Dopiero w II połowie XIX w. pochówki w sąsiedztwie cerkwi miały miejsce tylko w wyjątkowych wypadkach.
Na terenie nekropolii, zajmującej powierzchnię 0,2 ha, zachowały się dwa nagrobki. Inskrypcje na nich są nieczytelne, jednak na podstawie dawnych opisów cerkwi można przyjąć, że są to pomniki unickie powstałe przed 1839. Pierwszy z nich to obelisk na prostopadłościennym postumencie; oba elementy nagrobka oddziela od siebie płyta stylizowana na koronę. Drugi nagrobek ma postać prostopadłościennego postumentu zwieńczonego krzyżem.